# Louis Ernest Schneegans
Louis Ernest Schneegans, né le  18 juillet 1822 à Strasbourg et mort le 17 septembre 1911 à Versailles, est un général de division français, grand-croix de la Légion d'honneur.

## Biographie
Sorti de l'École polytechnique en 1840 puis de l'École d'application de l'artillerie et du génie en 1842, il est promu lieutenant en 1844 et sert au 9e régiment d'artillerie en 1845. 
Promu Capitaine en 1850, il participe à la guerre de Crimée en 1854, et est fait chevalier de la Légion d'honneur en janvier 1855. Il est blessé au cours du siège de Sébastopol en juillet 1855.
En 1859, il est affecté à l'état-major général de l'artillerie de l'armée des Alpes et promu chef d'escadron. 
En 1860, il est nommé chef d'état-major de l'artillerie du corps expéditionnaire de Chine. 
Promu colonel en 1868, il commande le 19e régiment d'artillerie. 
Durant la guerre de 1870, il est chef de l'état-major de l'artillerie du 1er corps d'armée de l'armée du Rhin, puis de l'armée de Châlons. Il combat aux batailles de Frœschwiller-Wœrth et de Sedan. Il est fait prisonnier par les prussiens en septembre et est libéré en mars 1871. 
Général de brigade en 1872, il est nommé commandant de l'artillerie dans la 2e division militaire à Tarbes puis, en 1873, il commande de l'École d'artillerie et du génie de Fontainebleau. Promu général de division en 1877, il dirige l'École supérieure de guerre de 1885 à 1887 et siège au comité consultatif d'état-major. Le 12 juillet 1880, il est fait grand officier de la Légion d'honneur. En 1881, il reçoit le commandement du 8e corps d'armée. 
Il est admis en disponibilité en 1884 et quitte le service actif en juillet 1887
Après 49 de services et 6 campagnes, il est élevé à la dignité de grand-croix de la Légion d'honneur le 12 juillet 1887. 
Il meurt le 17 septembre 1911 à Versailles et ses obsèques sont célébrées au temple de la rue Hoche.

## Publications
- L’artillerie dans la guerre de campagne, 1876.
- La guerre raisonnée, 1891.
- De la puissance aux feux, 1895.

## Décorations
- Grand-croix de la Légion d'honneur (12 juillet 1887)
  - Grand-officier (12 juillet 1880), décoration remise le 1er août 1880 par le Baron de Berckheim, général de division.
  - Commandeur (31 mai 1871)
  - Officier (15 juillet 1859)
  - Chevalier (27 janvier 1855)

## Grades
- Lieutenant en 1844
- Capitaine en 1850
- Chef d'escadron en 1860
- Lieutenant-colonel en 1862
- Colonel en 1868
- Général de brigade en 1872
- Général de division en 1877

### Sources modernes
- Michel Wattel et Béatrice Wattel (préf. André Damien), Les Grand’Croix de la Légion d’honneur : De 1805 à nos jours, titulaires français et étrangers, Paris, Archives et Culture, 2009, 701 p. (ISBN 978-2-35077-135-9), p. 366-367.
- Sitzmann, Dictionnaire de biographie des hommes célèbres de l’Alsace, Rixheim, t. 3, 1984, p. 88
- A. Halter, Dictionnaire biographique des maréchaux et généraux alsaciens et des maréchaux et généraux morts en Alsace de l’Ancien Régime à nos jours, Colmar, 1994, p. 293.
- Dossier militaire du SHD: cote 7 yd 1582

### Sources contemporaines
- Henri Roger de Beauvoir, Nos généraux 1871-1884, Paris, Berger-Levrault, 1885 (lire en ligne), p. 461-466.